# Petraeovitex trifoliata
Petraeovitex trifoliata là một loài thực vật có hoa trong họ Hoa môi. Loài này được Merr. miêu tả khoa học đầu tiên năm 1907.